# Гліф

Різні гліфи, що представляють літеру a у гарнітурі Zapfino.

Гліф — елемент письма, конкретне графічне представлення графеми, іноді кількох пов'язаних графем (складовий гліф), або тільки частини графеми (наприклад, діакритичний знак). Два або більше гліфи, представляючи один і той же символ, використовувані поперемінно або вибрані, залежно від контексту, називаються алографами один одного. І якщо графема — це одиниця тексту, то гліф — одиниця графіки.

## Етимологія
В англійській мові термін використовується з 1727 року як запозичення від glyphe (в ужитку французьких антикварів із 1701-го), що походить від грец. γλυφή — «різьблення» від дієслова γλύφειν — «вирізати, гравірувати» (споріднене з лат. glubere — «зіскрібати», й англ. cleave — «колоти, рубати»).
Проте вперше слово привернуло широкий загал європейців на початку 1840-х рр. гравюрами та літографіями з малюнків Фредеріка Кетервуда нерозшифрованих гліфів цивілізації мая.

## Археологія
В археології гліф — це вирізаний або написаний на камені (петрогліфи) або дереві символ. Це може бути піктограма або ідеограма, або частина системи писемності, такий як складове письмо або логограма.

## Друкарство

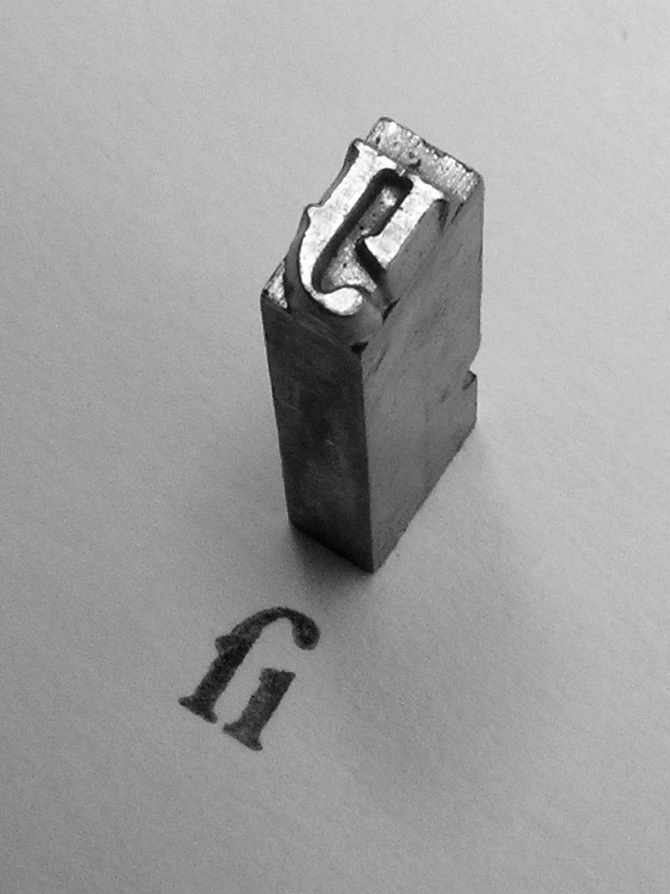
Лігатура сполучених символів f та i, представлені як один гліф.

У книгодрукуванні гліф — це характерна особливість шрифту. В обчислювальній техніці — це елемент комп'ютерного символу, відповідної графеми або графемоподібної одиниці тексту: це може бути буква, число, знак пунктуації або піктограма, декоративний символ, графічна мітка.

## Використання в інших галузях
- У мобільних телефонах, в технологіях введення тексту, гліф — це сімейство методів введення тексту, засноване на розбитті букв на базові форми.